# Parc Kotohiki

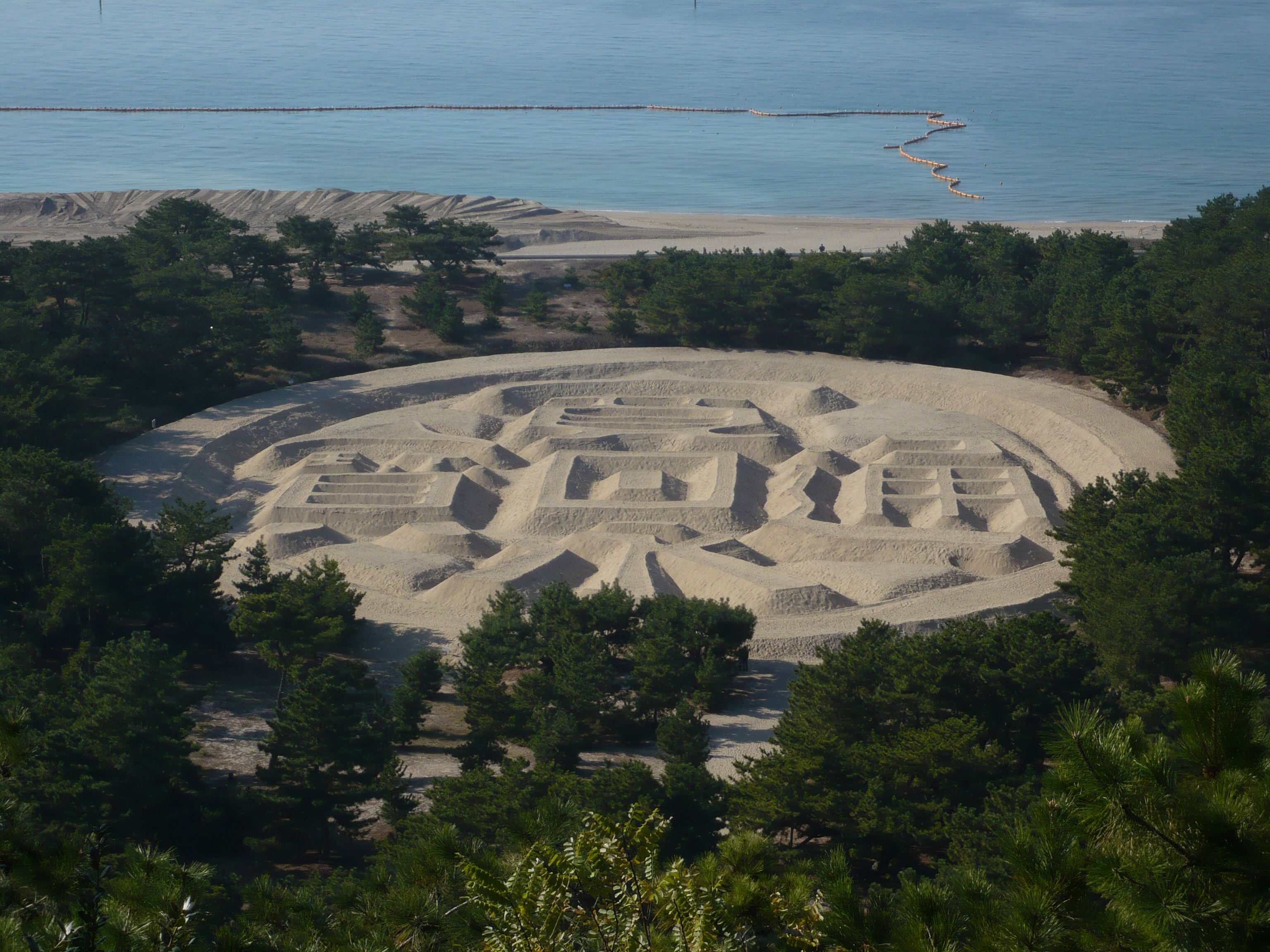
Zenigata suna-e (1633).

Le parc Kotohiki (琴弾公園, Kotohiki kōen) est un site de beauté pittoresque national situé à Kan'onji, préfecture de Kagawa, au Japon. Situé au sein du parc national de Setonaikai, le parc Kotohiki comprend le Zenigata suna-e (de) (銭形砂絵) (littéralement « dessin de sable en forme de pièce »), dont les origines remontent à 1633 ; le Jinne-in (神恵院) et le Kannon-ji (観音寺), temples 68 et 69 du pèlerinage de Shikoku ; le Kotohiki Hachiman-gū et la plage Ariake couverte de pins. Le parc est célèbre pour ses floraisons de cerisier, ses azalées, ses wisteria et ses camélias,,.